# Nils Fredrik Höijer

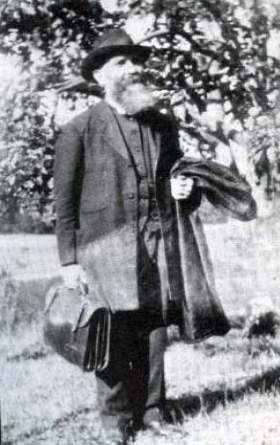
Nils Fredrik Höijer.

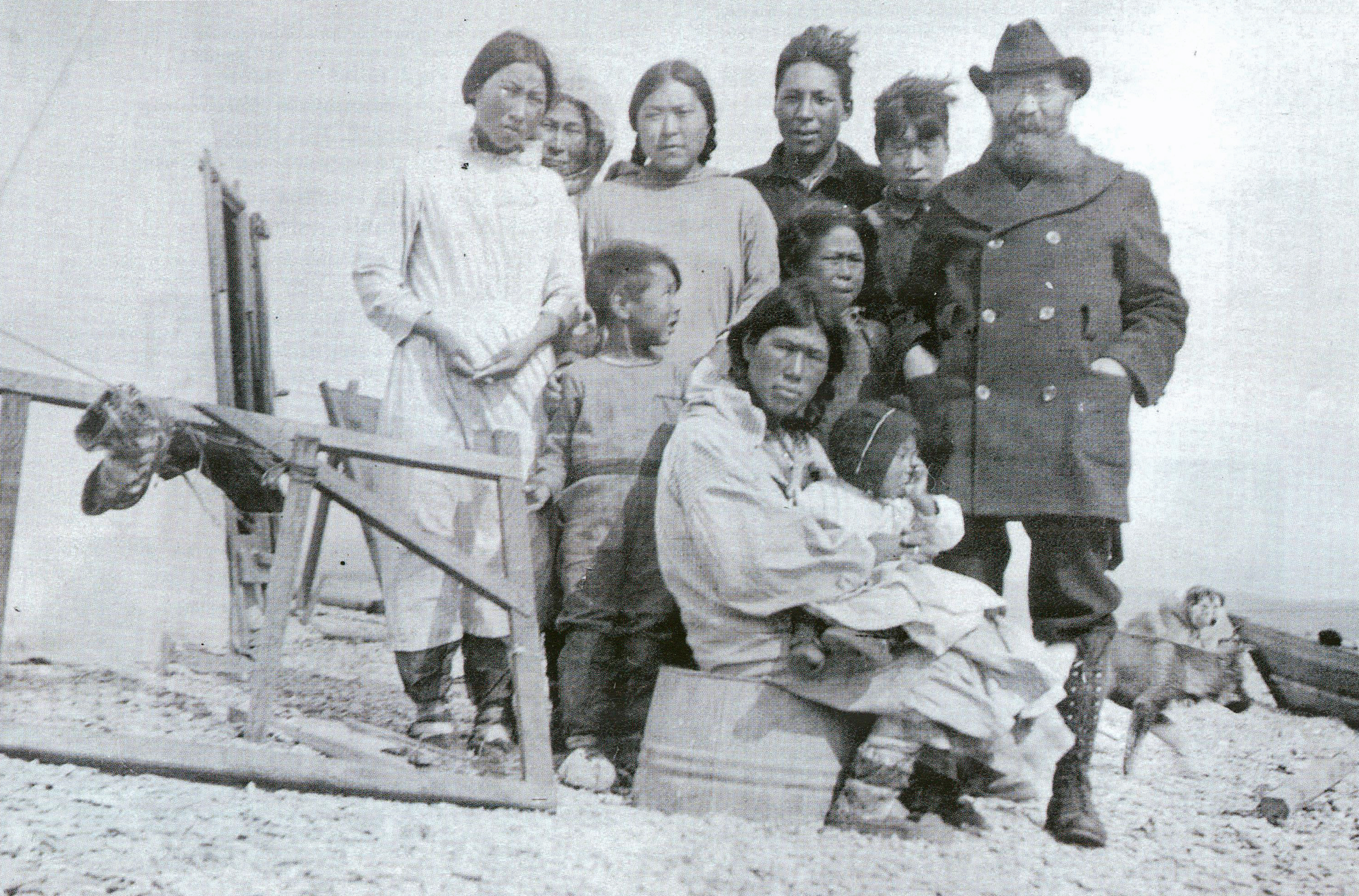
Höijer tillsammans med eskimåer i samband med ett försök att ta sig in i Ryssland via Alaska.

Nils Fredrik Höijer, född 1857 i Svanskog i Värmland, död 1925 i Seattle, USA, var en svensk missionspionjär i Centralasien.
Efter en personlig omvändelse började Höijer 1877 studera  vid Kristinehamns missionsskola i Värmland.
Höijer var en av de fem missionärer, som avskiljdes vid Svenska Missionsförbundets första årskonferens 1880. 
Höijer skickades till hamnstaden Kronstadt i Ryssland för att ta sig an svenska och andra sjömän. 
Efter att ha mötts av motstånd, från bland annat lutherska och ortodoxa präster, tvingades han att lämna staden och gå över isen till närbelägna Sankt Petersburg. Där blev Höijer kvar i över tre år, varefter han bland annat var verksam i nuvarande Azerbajdzjan, Georgien, Armenien, Iran och Ukraina. Han blev även känd för en 45 mil lång äventyrlig rekognoseringsritt över snöiga bergsmassiv till Kashgar i nuvarande Xinjiangprovinsen i nordvästra Kina. Där kom svenska missionärer sedan att etablera svensk missions mest framgångsrika arbete bland muslimer. 
Hemma i Sverige började dock Missionsförbundet att dra öronen åt sig. Ryssland blev allt mer stängt och svårarbetat som missionsland och den dristige Höijer kallades 1902 hem av missionsstyrelsen. Samtidigt flydde stora grupper människor undan de turkiska massakrer som skulle utveckla sig till det armeniska folkmordet. Höijer vägrade därför att återvända och organiserade istället flyktingmottagandet på den ryska sidan av gränsen. När stödet från Sverige sinade lyckades han få pengar från England till fortsatt hjälp med utdelning av mat, filtar och andra förnödenheter.
När Höijer återvände till Sverige 1903 började han att, i avsaknad av fortsatt stöd från det egna samfundet, söka nya vägar för mission. Tillsammans med några vänner bildade han i Stockholm, den 27 oktober 1903 ”Kommittén för Evangelisk Mission i Ryssland” (nuvarande Ljus i Öster). Kommittén beslutade omgående att anställa Höijer och underhålla ett antal ryska evangelister.
Höijer inspirerade  även till bildandet av liknande missionskommittéer i Norge, Danmark, Finland och USA. År 1910 bildades en kommitté i New York som fem år senare anställde honom. Första världskriget hindrade under flera år Höijer från att besöka Sverige och sin hustru och son. Den ryska revolutionen 1917 gjorde det sedan omöjligt för honom att, via hemlandet, resa till Ryssland. 
Men Höijer, som var en äventyrlig och rastlös natur, beslöt sig för att pröva en helt ny väg. Han reste med båt från Alaska över Berings sund till Sibirien men tvingades efter en tid bort av myndigheterna. Han försökte igen i maj 1925 med den egenhändigt byggda båten Ariel. Men båten gick på grund. Höijer blev starkt medtagen och nedkyld och avled på Svenska sjukhuset i Seattle den 20 november 1925. 